# Incidente de Mudan de 1871
El Incidente de Mudan de 1871 hace referencia a la masacre de 54 tripulantes ryukyuenses a manos de aborígenes Paiwan en las costas del sur de Taiwán. El incidente fue percibido en Japón como un atentado contra sus intereses, y la subsiguiente negativa de la dinastía Qing a indemnizar económicamente a Japón alegando falta de jurisdicción sobre los aborígenes fue interpretado como falta de soberanía sobre Taiwán. La Expedición Japonesa a Taiwán de 1874 y los eventos diplomáticos posteriores llevaron a Japón a obtener la soberanía sobre el Reino de Ryūkyū.

## Contexto
En marzo de 1609, el dominio de Satsuma envió al Reino de Ryukyu (estado tributario de la dinastía Ming desde 1372) una fuerza militar compuesta por más de 100 buques de guerra y 3000 hombres, que se hicieron con el control de las Islas Ryukyu en menos de una semana. El Rey Shō Nei fue apresado y retenido en Satsuma por un periodo de dos años, permitiéndole regresar cuando aceptó la imposición de 15 nuevos artículos sobre las Islas Ryukyu con los que Satsuma buscaba controlar la política exterior de Ryukyu. Estos artículos hacían referencia a nuevas regulaciones comerciales con China, prohibiciones en cuanto al comercio con otras naciones o las relaciones rykyuenses con las islas japonesas, entre otros. De este modo, aunque el Reino de Ryukyu fue incluido de manera teórica en el shogunato Tokugawa a través del dominio de Satsuma, se les prohibió adoptar las costumbres japonesas, y en apariencia, permaneció siendo un reino independiente, manteniendo una relación de tribujate con la dinastía Ming. Símbolo de esta subordinación dual era el Castillo Shuri. El lado derecho del edificio anexo a la sala real estaba construido siguiendo el estilo japonés, mientras que el lado izquierdo era de estilo chino. Cuando llegaban al castillo funcionarios públicos del dominio de Satsuma, se decoraba el castillo de acuerdo al estilo japonés, mientras que si los visitantes eran de la dinastía Ming, todo se unificaba acorde al estilo chino. El dominio de Satsuma tuvo que tolerar esto debido a los importantes beneficios que le suponía el comercio entre Ryukyu y la dinastía Ming. 
En Japón, el famoso político Arai Hakuseki se refirió acertadamente a la compleja situación de Ryukyu: «Debido a que el bafuku ha cedido el control del Ryukyu al dominio Satsuma, su situación no se puede comparar con ningún otro país extranjero. Sin embargo, el hecho de que dependan de la dinastía Qing, habiendo recibido un rango imperial, hace casi imposible una colaboración total con nuestro país». Ante esta situación de soberanía ambigua, y una vez finalicada la Restauración Meiji, el nuevo gobierno japonés comprendió que antes de poder hacerse con el control sobre Ryukyu debería destruir las relaciones entre el Reino de Ryukyu con China. 
En cuanto a cultura, aunque Ryukyu siguió siendo influenciado por la cultura china y japonesa incluso después de la formación de la dinastía Qing, se hicieron grandes esfuerzos por conservar la cultura autóctona. Además, se establecieron embajadas ryukyuenses en Kagoshima, y en Fuzhou, de la provincia de Fujian.  
En el siglo XVI, el Reino de Rykyu se anexionó las Islas Miyako e Islas Yaeyama (que forman las Islas Sakishima), junto a Taiwán, enviando en el siglo XVII fuerzas de ocupación permanentes para reforzar su soberanía. Debido a las severas leyes impuestas por Satsuma al Reino de Ryukyu, este aplicó un impuesto de capitación en las Islas Sakishima.

## Incidente

### Naufragio
En aquel entonces, el impuesto de capitación en las Islas de Miyako y Yaeyama estaba impuesto desde el Castillo Shuri. En octubre de 1871, cuatro embarcaciones partieron de Naha de regreso las Sakishima tras entregar la recaudación. Una tempestad obligó a la flotilla a detenerse en las Islas Kerama, reanudando el viaje el día 29. Sin embargo, volvieron a encontrar fuerte viento en las proximidades de Sakishima. Uno de los barcos que se dirigían a Yaeyama desapareció, y el otro naufragó cerca de la costa oeste de Taiwán, sin mayores incidentes. De los barcos que se dirigían a Miyako, uno logró llegar a puerto, mientras que el otro llegó muy dañado a la costa sureste de Taiwán el 5 de noviembre. 

### Masacre
La mañana del día siguiente desembarcaron cerca del Pueblo Manchú, Distrito de Kōshun, Prefectura de Takao (高雄州恒春郡満州庄 Manshū –shō, Kōshun-gun, Takao-shū?) donde 66 personas lograron llegar a tierra, y otras tres fallecieron durante los nervios de la operación. Al alcanzar la orilla, se dirigieron a las montañas, en busca de algún asentamiento. Dos chinos que se encontraron en el camino les sugirieron dirigirse hacia el sur, ya que en el oeste podrían tener problemas con los indígenas cazadores de cabezas. Ambos guiaron al grupo en dirección sur, y tras recomendarles que se escondiesen en cuevas, les saquearon y partieron en dirección oeste. 
El 7 de noviembre alcanzaron el asentamiento de Mudan, donde fueron retenidos por nativos Paiwan. Estos les alimentaron a cambio de todas sus posesiones personales. Sin embargo, la mañana siguiente, y pese a que los nativos les habían dicho que esperasen en el pueblo, muchos desconfiaron y comenzaron a impacientarse, cuando de repente, unas 30 personas asaltaron al grupo de náufragos y los desvistieron. Antes de la matanza, varios de los supervivientes se encontraban en la casa de un mercader local llamado Ling Laosheng que entendía su idioma. Los aborígenes exigieron dos barriles de alcohol, pero en la casa no había ninguno. Shimabakuro Kane y su padre, Shimabakuro Jiryou (dos de los supervivientes), se percataron de los gestos que les dirigió Ling Laosheng, por lo que se escondieron en el subsuelo del local. Mientras tanto, los aborígenes sacaron del inmueble al resto de supervivientes, de dos en dos y los fueron decapitando con espadas en una planicie llamada Shuāngqīgǔ. Aunque algunos afortunados lograron escapar, la gran mayoría fueron decapitados. Algunos supervivientes que fueron capturados por los nativos salvaron la vida gracias a la intervención de los locales, como Yang Youwang, que logró salvar a Urasaki Kin y a Hirara Niya intercambiado sus vidas por ropa y una vaca.。）

### Desenlace
Los locales Deng Tianbao y Lin Ajiu ayudaron a esconder a los supervivientes. Yang Youwang, jefe de la comunidad local, fue de gran importancia, pagando grandes sumas de dinero para calmar a los nativos. Los más de 50 cadáveres sin cabeza de los náufragos asesinados permanecieron en el lugar del crimen unos cuantas días. Yang alojó a los 12 supervivientes en su casa durante más de 40 días, ocupándose de ellos hasta que pudo enviarlos a Tainan acompañados por su hijo mayor, Yang Hecai, y su sobrino Yang Hehuo. Desde allí partieron a pie hasta Taiwu, en Pingtung, y siguieron hasta Checheng, donde embarcarían rumbo a Fujian. El gobierno local de Fujian, encargado de supervisar la isla de Taiwán, fue quien informó a las autoridades del Gobierno central de la dinastía Qing, y estas a su vez se hicieron cargo del cuidado de los supervivientes, alojándolos en la Casa de Ryukyu en Fujian durante medio año, junto a los supervivientes del naufragio del otro barco que se dirigía a Yaeyama. Finalmente, el 7 de junio de 1872, todos los supervivientes fueron repatriados a Naha. 
Yang y los demás locales celebraron un entierro en el mismo lugar de la masacre, enterrando a todos los fallecidos, a excepción de los cráneos. Estos fueron entregados años más tarde a las tropas japonesas enviadas por el Gobierno Meiji, un total de 44, ya que 10 de los cráneos jamás fueron recuperados. Además las tropas japonesas concluyeron antes de marcharse de Taiwán un monumento conmemorativo en honor a las víctimas en frente de sus tumbas.

## Consecuencias
El incidente fue aprovechado por el Gobierno Japonés para tantear a China respecto a su relación con el Reino de Ryukyu y con la isla de Taiwán. Tras exigir una indemnización, que fue denegada por las autoridades de la dinastía Qing, Japón envió una expedición punitiva a Taiwán que permaneció en la isla hasta que China accedió a indemnizar al Gobierno japonés. Este, a su vez, usaría el tratado alcanzado entre ambas naciones con relación al incidente de Mudan para anexionarse el Reino de Ryukyu en 1879.